# Cristinacce
Cristinacce – miejscowość i gmina we Francji, w regionie Korsyka, w departamencie Korsyka Południowa.
Według danych na rok 1990 gminę zamieszkiwało 49 osób, a gęstość zaludnienia wynosiła 2 osób/km².